# Leopold Latawiec
Leopold Latawiec (ur. 29 czerwca 1955 w Skawie) – polski biathlonista, medalista mistrzostw Polski, reprezentant Polski.

## Kariera sportowa
Był zawodnikiem WKS Legii Zakopane.
Reprezentował Polskę na mistrzostwach świata juniorów w 1976 (22. miejsce w sprincie), mistrzostwach świata seniorów w 1978 (wycofał się w trakcie biegu indywidualnego, 61. miejsce w sprincie i 12. miejsce w sztafecie), 1979 (36 m. w biegu indywidualnym, 51 m. w sprincie i 9 m. w sztafecie), 1982 (32 m. w biegu indywidualnym, 35 m. w sprincie i 10 m. w sztafecie) i 1983 (34 m. w biegu indywidualnym, 34 m. w sprincie i 14 m. w sztafecie). 
Na mistrzostwach Polski seniorów wywalczył 14 medali:
- 1977: 2 m. w biegu indywidualnym, 3. m. w sprincie
- 1979: 1. m. w sztafecie (w barwach WKS)
- 1980: 1. m. w sztafecie (W barwach WKS), 1 m. w biegu indywidualnym
- 1981: 1. m. w sztafecie (w barwach WKS), 1 m. w sprincie
- 1982: 1. m. w sztafecie (w barwach WKS), 1 m. w sprincie, 3 m. w biegu indywidualnym
- 1983: 1. m. w sztafecie (w barwach WKS), 3 m. w sprincie
- 1984: 1. m. w sztafecie (w barwach WKS), 2 m. w sprincie

Na mistrzostwach Polski w narciarstwie klasycznym zdobył siedem medali: srebrny w biegu na 30 km w 1976, srebrne w biegu na 50 km w 1980, 1982 i 1983, srebrny w sztafecie 4 x 10 km w 1976 i brązowe w sztafecie 4 x 10 km w 1978 i 1984.